# Ősz Ferenc
Ősz Ferenc (született Herbst Ferenc, Budapest, 1930. november 10. – Budapest, 1975. február 5.) újságíró, humorista, konferanszié.

## Életútja
Két évfolyamot végzett az Eötvös Loránd Tudományegyetemen. Kezdetben tisztviselő, később főállású katona, honvédségi lapok munkatársa volt. 1954 és 1957 között Egerben a Heves megyei Kultúrház, később a Heves megyei Népújság munkatársa, a hétvégi számokban írt humoros írásai ismertté tették nevét a megyében. Ezt követően a KSH munkatársa volt 1957 és 1959 között. Munkatársa volt a Dunaújvárosi Hírlapnak és a Pest Megyei Hírlapnak is. 1968-tól a Ludas Matyi (hetilap) belső munkatársként foglalkoztatta. 1974-től a Pesti Műsor állandó szerzője volt.
Nyilvános szerepléseit (1964) a dunaújvárosi Ostor Együttesnél és az Egyetemi Színpadnál kezdte.
Színpadi szerzőként a Kamara Varietében debütált.
Alapító tagja, állandó szerzője és közreműködője volt a Rádió Kabarészínházának. Országosan ismertté a rádió tette a nevét. Később a Népstadionban telt ház előtt a SZÚR-okon, majd a televízióban – többek között – Kudlik Júlia partnereként tovább növelte népszerűségét.
A források szerint csak halála után, 1976-ban jelent meg egy válogatáskötete, Archimedes a Rubrikán címmel. Néhány írása megtalálható rádiókabaré-antológiákban. Az internet egyik közösségi hálóján létrehozott profilja alatt számos írása mellett archív tévéfelvételek is megtalálhatók.
Nagyon fiatalon, pályatársai közül elsőként hunyt el. A Farkasréti temetőben nyugszik (26/1-6-90).

## Vallomás
„Írónak, újságírónak, művésznek lenni azért is jó, mert e hivatásokban egy 32 éves ember még nagyon ifjoncnak számít. Így hát fiatal újságíró vagyok, immáron 10 éve. Az újságíróknak ahhoz a fajtájához tartozom, aki szeretne jó újságíró lenni és ha ezt az álmát eléri, nem akarja magát íróvá avatni. Az összes újságírói műfajok közül leginkább a szatírához vonzódom. A humort a főhivatásomnak tekintem, éppen ezért nagyon komolyan veszem. Számomra legnagyobb dicséretnek számít, ha egy ember megállít az utcán és nagyot a hátamra verve megkérdezi, honnan szedem azt a sok marhaságot, amit az újságban leírok. Szakmám miatt sokan haragszanak rám, de ez már – sajnos – a szatíraíró sorsa. A megsértett emberek ádáz haragja egy-egy írásmű hatékonyságának mércéje. Remélem, e szerény kis írásomért is sokan megharagszanak rám! Ha így van: nem dolgoztam hiába.”

## Méltatás
Életében kevés jót írtak róla, de ő maga nagyon sok jót írt…. mindenütt, ahol szerették a kesernyés, intellektuális humort. És hol nem szeretik a humort Magyarországon? Mindenütt szeretik. A humoristát már kevésbé. Ősz Feri is sok ellenséget gyűjtött magának össze, és ez a legbiztosabb jele annak, hogy iszonyúan tehetséges volt. Tehetséges és kíméletlen, amint a nagy tálentumok általában. Kíméletlen volt önmagához is, ez jogosította fel, hogy másokat is pellengére állítson, hogy másokkal is őszinte legyen. Mindig humoristának mondta magát, de kitűnő riporter volt. Olyan újságíró, aki minden feladatot magas színvonalon tudott megoldani – ha akart. Tanítani kellene – ha lehetne ezt tanítani –, hogyan lett Dunaújvárosban is már néhány hetes itt-tartózkodás után „az Ősz”, hogyan lopta be magát néhány perces bizonytalankodás után a tv-nézők szívébe. A klasszikus újságíró típushoz tartozott, akkor is, amikor e típus létjogosultságát kétségbe vonták. Egyszerűen oda kellett figyelni arra, amit ír, mond, vagy csinál. Véleményt kellett róla alkotni, nem lehetett elmenni mellette szó nélkül. Magát égető, másokat fellobbantani tudó ember volt.

## Színpadi munkái
A Színházi adattárban regisztrált bemutatóinak száma: Szerző-társszerző: 11., két alkalommal közreműködő is.
- Különleges vidám lap (Kamara Varieté - 1963. február 1.)
- ...És mit fizetnek? (Universitas Együttes - 1965. február 6.)
- Különleges vidám lap (Kamara Varieté - 1963. február 1.)[5]
- Nehéz választás (Vidám Színpad - 1965. november 3.)
- Agogy vesszük (Universitas Együttes - 1966. február 2.)
- Made in Hungary (Vidám Színpad - 1966. június 17.)
- Égigérő vascsicsergő (Universitas Együttes - 1967. június 17.)
- Aki néző akar lenni (Mikroszkóp Színpad - 1967. március 3.)
- Rákérdezhetek (Kamara Varieté - 1971. szeptember 17.)
- Lassan a Pesttel (Vidám Színpad - 1973. május 11.)
- Hosszú forró ősz (Kamara Varieté - 1973. szeptember 14.)
- Magától nem megy (Mikroszkóp Színpad - 1974. október 23.)

## Emlékezetes jelenetei, magánszámai

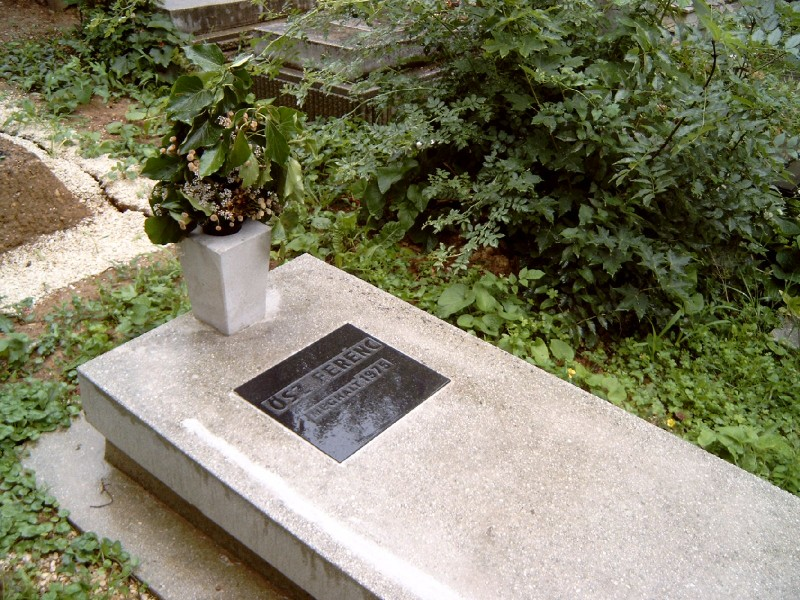
Ősz Ferenc sírja, Farkasréti temető

- Töhötöm
- Rebarkóba később Kicsuda, micsuda? (Társszerző: Soós András)
- Nyitott könyv (Társszerző: Somogyi Pál)
- Tavasszal kell a szerelem
- Évzáró
- Évnyitó
- Sajtószemle

## Könyve
- Archimedes a Rubrikán[6] (Szépirodalmi Könyvkiadó, 1976) ISBN 9631506533